# Perdita quadraticeps
Perdita quadraticeps là một loài Hymenoptera trong họ Andrenidae. Loài này được Timberlake mô tả khoa học năm 1964.